# Sutopo Purwo Nugroho
Sutopo Purwo Nugroho (7 de outubro de 1969 – 7 de julho de 2019) foi um funcionário público e acadêmico indonésio que trabalhou na Gestão de Desastres do Conselho Nacional como chefe de relações públicas. Ex-aluno da Universidade Gadjah Mada e do Instituto Agrícola de Bogor, ele começou a trabalhar para o governo em 1994, antes de ocupar o cargo nas relações públicas em 2010.

## Biografia
Sutopo nasceu em Boyolali, Java Central, em 7 de outubro de 1969, tendo sido o primeiro filho de Suharsono Harsosaputro e Sri Roosmandari. Seu pai era professor. Ele frequentou escolas primárias, médias e secundárias em sua cidade natal. O mesmo se formou em geografia pela Universidade Gadjah Mada em 1993, tendo obtido o melhor desempenho do ano. Mais tarde, recebeu mestrado e doutorado em hidrologia pelo Instituto Agrícola de Bogor, especializando-se no ciclo do carbono e em mudanças climáticas.
Em uma entrevista para sítio Detik, Sutopo afirmou que quase se tornou professor em 2012, porém sua nomeação foi cancelada pelo Instituto de Ciências da Indonésia. Esse revés está diretamente ligado ao fato dele ser contratado pela Agência de Avaliação e Aplicação de Tecnologia (AAAT) como pesquisador da Gestão de Desastres do Conselho Nacional. Sutopo se casou com Retno Utami Yulianingsih e juntos tiveram quatro filhos.

## Carreira
Depois de se formar, trabalhou na AAAT a partir de 1994. Lá, o mesmo trabalhou na semeadura de nuvens. Eventualmente, alcançou o posto de pesquisador sênior principal, uma categoria com o grau de pagamento mais alto no quadro de funcionários públicos indonésios. Sutopo também estava incluso em uma equipe de pesquisa que descobriu problemas com a barragem Situ Gintung no final de 2008, relatando suas descobertas ao Ministério de Obras Públicas, que as considerou irrelevantes. A barragem rompeu no mês de março seguinte, matando mais de cem pessoas.
Mais tarde, ajudou o Conselho Nacional antes de se juntar a ele em agosto de 2010. Inicialmente, foi diretor de mitigação de risco. Durante seus primeiros meses no cargo ocorreram notáveis desastres – incluindo inundações na Papua Ocidental, um terremoto e um tsunami em Mentawai e erupções do Monte Merapi. Ele se tornou chefe de informações e relações públicas em novembro do mesmo ano. Sutopo disse ter recusado a posição três vezes, até que o chefe da agência apontou seu PhD, dizendo que as pessoas acreditariam nele por esta causa. Em entrevista ao The New York Times, observou que não estava ciente de que estava sendo indicado para porta-voz até chegar a cerimônia de juramento.
O The Guardian se referiu a Sutopo como "uma espécie de celebridade da mídia social em todo o país". Devido à sua presença ativa nas redes sociais durante desastres, o The Straits Times o chamou de "o único funcionário indonésio mais citado no noticiário durante qualquer desastre". Por seu trabalho, ele recebeu o Prêmio Campanha Pública em 2014 pela Rmol. Sucessivamente, em 2018, o Straits Times nomeou-o como um dos asiáticos do ano, juntamente com um grupo de outras personalidades ligadas à gestão de desastres, chamados de "Os Primeiros Socorros".
Em 2016, quando o governador de Jacarta, Basuki Tjahaja Purnama, criticou a agência de gerenciamento de desastres da província, Sutopo defendeu-o, dizendo que as críticas deveriam ser tomadas como uma contribuição construtiva. No ano seguinte, depois que Basuki foi preso por blasfêmia religiosa, Sutopo o elogiou via Twitter no seu 51º aniversário, por reduzir as inundações na capital. Após o tsunami do Estreito de Sunda em 2018, o mesmo fez uma observação pública de que o sistema de alertas da Indonésia ainda estava longe de ser satisfatório.
A rede de televisão ABC informou que, em 2017, ele estava definido para ser rotacionado para outra posição na agência, seguindo sua política de rotação de pessoal. O plano teria sido cancelado depois que os jornalistas que desejavam sua permanência "bombardearam [a agência] com textos furiosos". Ele também ensinou no Instituto Agrícola de Bogor, na Universidade da Indonésia e na Universidade de Defesa da Indonésia.

## Doença e morte
Em 2018, Sutopo anunciou que ele tinha câncer de pulmão em estágio IV e estava em tratamento. Apesar de precisar se abster de atividades fisicamente intensivas, continuou a trabalhar e manteve sua presença na mídia social, fornecendo informações sobre eventos, incluindo o naufrágio do Sinar Bangun e o terremoto em Lombok. Em junho de 2019, ele foi a Cantão para tratamento. O mesmo morreu na manhã de 7 de julho. Seu corpo foi levado de volta e enterrado em sua cidade natal no dia seguinte.